# Mycomya siebecki
Mycomya siebecki är en tvåvingeart som först beskrevs av Landrock 1912.  Mycomya siebecki ingår i släktet Mycomya och familjen svampmyggor. Arten är reproducerande i Sverige. Inga underarter finns listade i Catalogue of Life.